# Марков Олексій Геннадійович
Олексій Геннадійович Марков (позивний — Добрий; 11 лютого 1973, Омськ — 24 жовтня 2020, Луганськ, Україна) — воєначальник терористичної організації ЛНР, другий командир незаконного військового угрупування «Прізрак» у складі 2-го армійського корпусу ЗС РФ. Блогер, пропагандист.

## Біографія
Народився 11 лютого 1973 року в Омську. У 1990 закінчив фізико-математичнe школу імені М. А. Лаврентьєва, потім вступив на фізфак Новосибірського державного університету, який закінчив у 1995 році. Після цього переїхав до Москви, там працював у IT-сфері.
Був активний у ЖЖ, вів блог під ніком «redrat». Створив сайт "Мифы истории СССР". 23 жовтня 2011 року спільно з автором сайту «Утраченная империя», відомим у жж як «lost_kritik», створив сайт «Исторические материалы».
У 2014 році з початком війни на сході України почав воювати на боці російсько-терористичних бандформувань під позивним «Добрий», оскільки за його словами захоплювався ідеями комунізму та відновлення Радянського Союзу.
Спочатку був організатором так званого «Координаційного Центру Допомоги Новоросії». З 6 листопада 2014 року воював у лавах батальйону «Прізрак». Спочатку він був рядовим бійцем, потім був заступником командира із постачання. Після загибелі Олексій Мозгового сам зайняв посаду командира батальйону, мав звання «підполковника "ЛНР"». Брав участь у боях за Дебальцеве, був нагороджений медаллю «За бойові заслуги». Потім бере участь у боях за селище Жолобок та район Бахмутської траси.
С 2017 року студент ЛНУ ім. Даля (спеціальність «Міжнародні відносини»).
У лютого 2019 дав інтерв'ю російській "Литературной газете", в якому казав, що шансів на приєднання Донбасу до РФ немає, не варто навіть сподіватися. Що Україна успішно "насаджує русофобію" і що Росія програє "ідеологічну війну за душі".
Загинув за загадкових обставин 24 жовтня 2020 року у Луганську. Пропагандистські росЗМІ тоді заявляли, що він загинув, нібито, у ДТП — зіткнулися три машини: легковий автомобіль, маршрутне таксі та автомобіль «УАЗ».
Похований на Алеї Слави на Західному цвинтарі Алчевська.